# Emmerich Bjelik

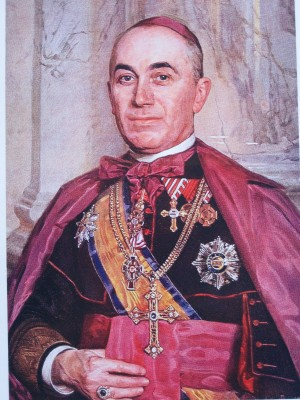
De Oostenrijkse bisschop Emmerich Bjelik in 1916

Emmerich Bjelik (Illava, 22 juli of 24 juli 1860 – Großwardein, 9 mei 1927) was een Oostenrijks-Hongaars geestelijke.
Hij werd in 1883 tot priester in de Rooms Katholieke Kerk gewijd en was vanaf 1888 actief als militair kapelaan in het Oostenrijks-Hongaarse leger. Hij stichtte een vakblad, het “Pastorallblatt für die k.u.k . Militär-Geistlichkeit” en was binnen het Oostenrijks-Hongaarse Militair ordinariaat verdienstelijk bij het verbeteren van de positie van de veldgeestelijken. In de veeltalige Dubbelmonarchie kon Mgr. Bjelek veel betekenen omdat hij acht Europese talen sprak.
In 1911 werd de "Feldkonsistorialsekretär beim Apostolischen Feldvikariat” benoemd tot veldvicaris, een rang onder die van een bisschop en tot Domheer van Preßburg. In 1913 volgde de wijding tot bisschop van Tarsos “In partibus infidelium”, een titulair bisdom. Na 1921 was hij na de dood van bisschop Széchenyi enige tijd apostolisch administrator van het Bisdom Groszwardein dat na de Roemeense annexatie van het Hongaarse Transsylvanië in 1918 Oradea heet.
Bisschop Bjelik publiceerde een “soldatengebedsboek” en een Handboek voor de Militaire Geestelijkheid.

## Onderscheidingen
Bjelik werd hoog gedecoreerd met het Grootkruis in de Orde van de IJzeren Kroon met de oorlogsdecoratie en de IIe Klasse of Commandeur met Ster in de Frans Jozef-Orde. Hij droeg ook het Oostenrijkse Ereteken voor Verdienste voor het Rode Kruis Ie Klasse met de oorlogsdecoratie, het Kruis van Verdienste voor Militaire Geestelijken in Zilver, het Jubileumskruis van 1908 en de Jubileum-Herinneringsmedaille van 1898. De medaille droeg de geestelijke aan het gebruikelijke rode lint, het Jubileumskruis kreeg hij aan het voor de strijdkrachten bestemde witte lint met rode strepen uitgereikt.

## Publicaties
- Soldatengebetenbücher
- Handbuch für die Militär-geistlichkeit

- Gemeinsame Normdatei: 131957511
- International Standard Name Identifier: 0000 0001 2129 3875
- Library of Congress Control Number: no2011105402
- Nationale Bibliotheek van Tsjechië: xx0217914
- Virtual International Authority File: 40522688
- WorldCat: E39PBJjCMyWYkW6k6qjgfCgYfq